# بريتاني غراي
بريتاني غراي هي ممثلة كندية، ولدت في 17 ديسمبر 1985 في بيكرينغ في كندا.

## وصلات خارجية
- بريتاني غراي على موقع IMDb (الإنجليزية)
- بريتاني غراي على موقع قاعدة بيانات الفيلم (الإنجليزية)